# Solomon and Gaenor
Solomon and Gaenor est un film britannique réalisé par Paul Morrison, sorti en 1999. Le film fut nommé à l'Oscar du meilleur film en langue étrangère.

## Fiche technique
- Titre : Solomon and Gaenor
- Réalisation : Paul Morrison
- Scénario : Paul Morrison
- Production : Sheryl Crown, David Green (en) et Andy Porter
- Musique : Ilona Sekacz
- Pays d'origine :  Royaume-Uni
- Genre : Film dramatique
- Durée : 105 minutes
- Dates de sortie : 1999

## Distribution
- Ioan Gruffudd : Solomon Levinsky
- Nia Roberts : Gaenor Rees
- Sue Jones-Davies : Gwen
- William Thomas : Idris Rees
- Mark Lewis Jones : Crad Rees
- Maureen Lipman : Rezl
- David Horovitch (en) : Isaac
- Bethan Ellis Owen : Bronwen
- Adam Jenkins : Thomas
- Cyril Shaps : Ephraim